# Goričica pri Moravčah
Goričica pri Moravčah este o localitate din comuna Moravče, Slovenia, cu o populație de 76 de locuitori.